# 수학자 (래퍼)
수학자(1997년 ~)는 대한민국의 가수 이자 응용 수학자이다. 2019년 EP [수학의 정석]으로 데뷔했다.

## 방송
- 수퍼비의 랩 학원 (2019) - 우승

## 음반
- 수학의 정석 (2019)
- Mudd Season (2019)

## 참고
- Namjung Kim, Dongseok Lee, and Youngjoon Hong(2023), "Data-Efficient Deep Generative Model with Discrete Latent Representation for High-Fidelity Digital Materials", ACS Materials Letters 2023 5 (3), 730-737 DOI: 10.1021/acsmaterialslett.2c01096